# Filament CLG J2143-4423 A
El Filament ClG J2143-4423 A és un filament de galàxies situat de forma prospectiva a la constel·lació de la Grua que es desenvolupa al voltant del proto-cúmul de galàxies ClG J2143-4423 de qui pren la denominació.
Representa una de les estructures més grans de l'univers observable amb unes dimensions d'uns 300 milions d'anys llum de longitud i 50 milions d'anys llum d'amplada. Situat a una distància d'aproximadament 11 mil milions d'anys llum (que equival a una distància mòbil d'aproximadament 18,9 mil milions d'anys llum) (redshift z = 2,38). La distància en què es troba suposa que una estructura tan gran ja s'havia desenvolupat només després de 2.800 milions d'anys després del big-bang. Per tant, l'existència d'una estructura d'aquest tipus en una època relativament primerenca de la història de l'Univers desafia els models actuals de com ha evolucionat l'Univers en si.